# Wereldkampioenschappen schaatsen afstanden 2011 - 5000 meter vrouwen
De 5000 meter vrouwen op de wereldkampioenschappen schaatsen afstanden 2011 werd gehouden op zaterdag 12 maart 2011 in de Max Aicher Arena in Inzell, Duitsland. Titelverdedigster Martina Sáblíková wist haar titel te verdedigen.

## Statistieken

### Uitslag
| #      | Naam                | Land | Tijd       |
| ------ | ------------------- | ---- | ---------- |
| Goud   | Martina Sáblíková   | CZE  | 6.50,83 BR |
| Zilver | Stephanie Beckert   | GER  | 6.54,99    |
| Brons  | Claudia Pechstein   | GER  | 7.00,90    |
| 4      | Masako Hozumi       | JPN  | 7.03,14    |
| 5      | Diane Valkenburg    | NED  | 7.04,15    |
| 6      | Jilleanne Rookard   | USA  | 7.05,71    |
| 7      | Cindy Klassen       | CAN  | 7.07,52    |
| 8      | Eriko Ishino        | JPN  | 7.10,66    |
| 9      | Jorien Voorhuis     | NED  | 7.10,73    |
| 10     | Shiho Ishizawa      | JPN  | 7.11,81    |
| 11     | Linda de Vries      | NED  | 7.14,85    |
| 12     | Luiza Zlotkowska    | POL  | 7.15,71    |
| 13     | Mari Hemmer         | NOR  | 7.16,85    |
| 14     | Katrin Mattscherodt | GER  | 7.18,01    |
| 15     | Ivanie Blondin      | CAN  | 7.23,96    |
| 16     | Cathrine Grage      | DEN  | 7.26,90    |

### Loting
| Rit | Binnenbaan          | Buitenbaan        |
| --- | ------------------- | ----------------- |
| 1   | Cathrine Grage      | Luiza Złotkowska  |
| 2   | Ivanie Blondin      | Linda de Vries    |
| 3   | Mari Hemmer         | Jorien Voorhuis   |
| 4   | Katrin Mattscherodt | Diane Valkenburg  |
| 5   | Claudia Pechstein   | Shiho Ishizawa    |
| 6   | Masako Hozumi       | Cindy Klassen     |
| 7   | Jilleanne Rookard   | Martina Sáblíková |
| 8   | Stephanie Beckert   | Eriko Ishino      |

1996 · 
1997 · 
1998 · 
1999 · 
2000 · 
2001 · 
2003 · 
2004 · 
2005 · 
2007 · 
2008 · 
2009 · 
2011 · 
2012 · 
2013 · 
2015 · 
2016 · 
2017 · 
2019 · 
2020 · 
2021 · 
2023 · 
2024 · 
2025